# Petrophora defluaria
Petrophora defluaria är en fjärilsart som beskrevs av Walker 1860. Petrophora defluaria ingår i släktet Petrophora och familjen mätare. Inga underarter finns listade i Catalogue of Life.